# Леска (област Кюстендил)
Вижте пояснителната страница за други значения на Леска.
 Тази статия е за селото в Област Кюстендил.  За другото българско село с това име вижте Леска (област Смолян).  
Леска е село в Западна България. То се намира в община Кюстендил, област Кюстендил.
Село Леска е старо средновековно селище. За първи път се споменава в Тимарски опис от 1519 г. В регистъра от 1570 – 1572 г. са вписани селата Долна Леска /18 домакинства/ и Горна Леска /21 домакинства/. Името Горна Леска се споменава и в Списъка на джелепкешаните от 1576 – 1577 г.
В землището на селото е имало много лескови дървета, откъдето произлиса името му Леска.

## География
Село Леска се намира в запад-северозападната част на Лисец планина, главно по десния склон на Лесковска река /Лисецки поток/, десен приток на р. Бистрица, в Географска област Каменица.
Селото отстои на 17 км запад-северозападно от гр. Кюстендил през селата Блатец и Лисец и на 21 км по жп линията от Кюстендил до спирка Леска, която се намира в землището на с. Кутугерци. От спирката до централната махала на селото, където е черквата, по черен път през пресечена местност, пътят /пътеката/ е около 3 км.
Селото е разпръснат тип, образувано от махалите Кориярска, Памукчийска, Пешова, Кошарска, Ченгийска, Доларска /близо до черквата/, Заньовска, Грънчарица, Рамна нива, Димкина и Рекалийска.
Климат: умерен, преходно-континентален, с полупланински характер.
През годините селото принадлежи към следните административно-териториални единици: община Долно село (1883 – 1978), Селищна система Гюешево (1978 – 1983), Селищна система Гърляно (1983 – 1987) и към кметство Долно село, община Кюстендил (от 1987 г.). От 2019 г. административното обслужване на бивши жители на селото и техни потомци се извършва от кметския наместник на с. Радловци.

## Население
| Година    | 1880 | 1900 | 1926 | 1934 | 1946 | 1956 | 1965 | 1975 | 1978 | 1984 | 2010 | 2018 |
| Население | 207  | 232  | 313  | 336  | 303  | 216  | 79   | 49   | 35   | 27   | 1    | 0    |

## История
Няма запазени писмени данни за времето на възникване на селото. Останките от късноантично селище свидетелстват, че районът е населяван от дълбока древност.
През 1866 г. в селото под името Долна Леска има 20 домакинства със 128 жители.
През 1910 г. селото има 5008 декара землище, от които 1662 дка гори, 2780 дка ниви, 550 дка естествени ливади, 16 дка овощни градини и др., и се отглеждат 898 овце, 136 говеда и 49 коня.
Основен поминък на населението са земеделието (ръж, ечемик и овес), животновъдството и домашните занаяти. Част от мъжете са сезонни работници в Кюстендил, Перник и София.
Още в края на турското робство цигани от Кюстендил са добивали дървени въглища в района на село Леска. Селото е влизало в очертанията на т. нар. „Ченгене /Циганско/ коло“. След това местните селяни са усвоили от циганите добре този занаят и той им станал като поминък /„кюмюрджилък“/. Те станали най-прочутите производители на дървени въглища в района. Готовите въглища са откарвали в Кюстендил
и са ги продавали на хлебари, ковачи, кръчмари и др.
През 1922 г. е построена църквата „Свети Дух“, до нея са и селските гробища.
Началното училище е построено около 1912 г и носи името „Св. св. Кирил и Методий“. Децата са учили в прогимназията в Долно село. Началното училище функционира до 1960 г.
През 1958 г. заедно със селата Гурбановци и Кутугерци е учредено ТКЗС „Заря“, което от 1960 г. е в състава на ДЗС Кюстендил, филиал Долно село, от 1963 г – към ДЗС Раненци, от 1971 г. – към АПК Кюстендил,
филиал Долно село, а от 1979 г. към АПК „Румяна войвода“ Гърляно.
След 1991 г. следва ликвидация, връщане на земята на бившите собственици, обезлюдяване и запустяване. Старите овошки и церовата дъбова гора са обхванати от лишеи, увличена е популацията на дивите прасета.
До 1980 г. е имало смесен магазин на Селкоопа.
Селото е електрифицирано (1972).
Водоснабдено е с питейна вода от местни водоизточници.
Прокарани са пътища до повечето от махалите.
Активни миграционни процеси.
Село Леска е едно от първите обезлюдени села в Географска област Каменица.

## Религии
Село Леска принадлежи в църковно-административно отношение към Софийска епархия, архиерейско наместничество Кюстендил. Населението изповядва източното православие.

## Исторически, културни и природни забележителности
- Църква „Свети Дух“ (1922)